# Luke Schenscher
Luke Dean Schenscher (* 31. Dezember 1982 in Hope Forest, South Australia) ist ein ehemaliger australischer Basketballspieler. Er ist der Sohn deutscher Einwanderer. Schenscher spielte unter anderem kurz in der deutschen Bundesliga für Bamberg, in der nordamerikanischen NBA und während des Großteils seiner Laufbahn in seinem Heimatland Australien.

## Karriere
Der 2,16 Meter große Center spielte drei Jahre bis 2001 Basketball am Australian Institute of Sport. Bei der U22-Weltmeisterschaft spielte er für die australische Juniorenauswahl in Japan, die am Ende nach einer Niederlage gegen Argentinien im Viertelfinale den achten Platz belegte. Von 2001 bis 2005 ging Schenscher dann zum Studium an das Georgia Institute of Technology in die Vereinigten Staaten nach Atlanta, wo er für die Hochschulmannschaft Yellow Jackets in der Atlantic Coast Conference (ACC) der NCAA spielte. In der Saison 2003/04 erreichte er mit den Yellow Jackets das Finalspiel der landesweiten NCAA-Endrunde, das gegen die Huskies der University of Connecticut verloren ging. Beim erfolgreichsten Abschneiden der Yellow Jackets im NCAA-Turnier wurde Schenscher ins „NCAA All-Final Four Team“ gewählt. In 119 Spielen für die Yellow Jackets, von denen er in 90 Spielen in der Anfangsaufstellung stand, erzielte er durchschnittlich 7,1 Punkte, 5,4 Rebounds und 1,6 Blocks.
Schenscher wurde im NBA-Draft 2005 von keinem NBA-Club ausgewählt, bekam aber im Sommer 2005 einen vorläufigen Vertrag von den Denver Nuggets. Nachdem er nicht in den endgültigen Saisonkader der Nuggets übernommen worden war, spielte er zunächst in der NBA Development League für die Flyers aus Fort Worth in Texas. Anfang März 2006 wurde er mit Kurzzeitverträgen von den Chicago Bulls verpflichtet, wo bereits sein Landsmann Luc Longley zuvor sehr erfolgreich gespielt hatte. Die Kurzzeitverträge wurden schließlich bis Saisonende verlängert und Schenscher absolvierte 23 Einsätze in seiner Debüt-Saison 2005/06, davon drei in den Play-offs, in denen die Bulls in der ersten Runde gegen den späteren Meister Miami Heat ausschieden. Kurz vor Saisonbeginn der folgenden Spielzeit wurde Schenscher nicht in den Saisonkader der Bulls übernommen und aus seinem Vertrag entlassen. Er kehrte daraufhin zum „Farmteam“ Fort Worth Flyers in die D-League zurück und wurde zur Premiere des D-League All-Star Games, wo er an der Seite seines Mannschaftskameraden und „MVP“ Pops Mensah-Bonsu seine Eastern Conference-Auswahl zum Sieg führte. Mitte März 2007 wurde er zusammen mit Mensah-Bonsu erneut mit einem Kurzzeitvertrag von den Portland Trail Blazers in die NBA geholt. Die Trailblazers verlängerten seinen Vertrag in der NBA 2006/07 ebenfalls bis Saisonende und Schenscher absolvierte weitere elf Einsätze in der NBA. Hier kam er auf durchschnittlich über zehn Minuten Einsatzzeit, ohne seine Effektivität auf dem Feld steigern zu können. Nachdem die Blazers die Play-offs am Saisonende verpasst hatten, bekam Schenscher keinen neuen Vertrag und seine NBA-Karriere war damit beendet.
Nachdem Schenscher 2007 keinen neuen Vertrag mehr in der NBA bekommen hatte, versuchte er sich zunächst in Europa und unterschrieb einen Vertrag beim deutschen Meister Brose Baskets aus Bamberg, die vom fünften Kontinent auch den Neuseeländer Mark Dickel verpflichteten. Von einer Knieverletzung behindert, absolvierte Schenscher nur einen Einsatz im Eröffnungsspiel der Basketball-Bundesliga 2007/08. Anschließend gab man Schenscher Zeit zur Genesung und entließ ihn aus seinem Vertrag. Schenscher kehrte daraufhin in sein Heimatland zurück und unterschrieb erst im März 2008 einen neuen Vertrag für die darauffolgende Spielzeit bei den 36ers aus Adelaide in der NBL Australasia. Schenscher erzielte in der Saison 2008/09 ein Double-Double im Schnitt mit 17 Punkten und elf Rebounds pro Spiel und wurde im Januar und Februar 2009 jeweils zum Spieler des Monats der NBL gewählt. Gegen die Perth Wildcats erzielte er 33 Punkte und 20 Rebounds und war damit der erste Spieler der NBL seit Mark Bradtke für die 36ers im Jahr 1992, der in einem NBL-Spiel die Marke von 30 Punkten und 20 Rebounds erreichte beziehungsweise überschritt. Für die darauffolgende Saison wechselte er zu den Wildcats aus Perth, mit denen er die Meisterschaft in der NBL 2009/10 gewann. Die beiden darauffolgenden Spielzeiten 2010/11 und 2011/12 spielte er für die Crocodiles aus Townsville, die jeweils in der Play-off-Halbfinalserie der Meisterschaft ausschieden. Zur Saison 2012/13 kehrte er zu den Adelaide 36ers zurück, die jedoch enttäuschten und die Saison als Tabellenletzter beendeten. Bis auf einen kurzen Abstecher nach Singapur spielte Schenscher bis zum Ende seiner Laufbahn in Australien. 
Obwohl bereits als Collegespieler 2002 in die Herrenauswahl des australischen Basketballverbandes berufen wurde, konnte sich Schenscher angesichts der Konkurrenz im „Frontcourt“ der australischen Nationalmannschaft nie für einen Endrundenkader bei einem großen Turnier empfehlen.